# آیلار میرزازاده
آیلار میرزازاده (به انگلیسی: Eyelar Mirzazadeh) (زاده ۱۶ دسامبر ۱۹۹۳) خواننده، ترانه‌سرا هلندی است.
پدر و مادر او ایرانی هستند.